# 페이스 노 모어
페이스 노 모어(영어: Faith No More)는 미국의 록 밴드이다.